# Parco Sempione

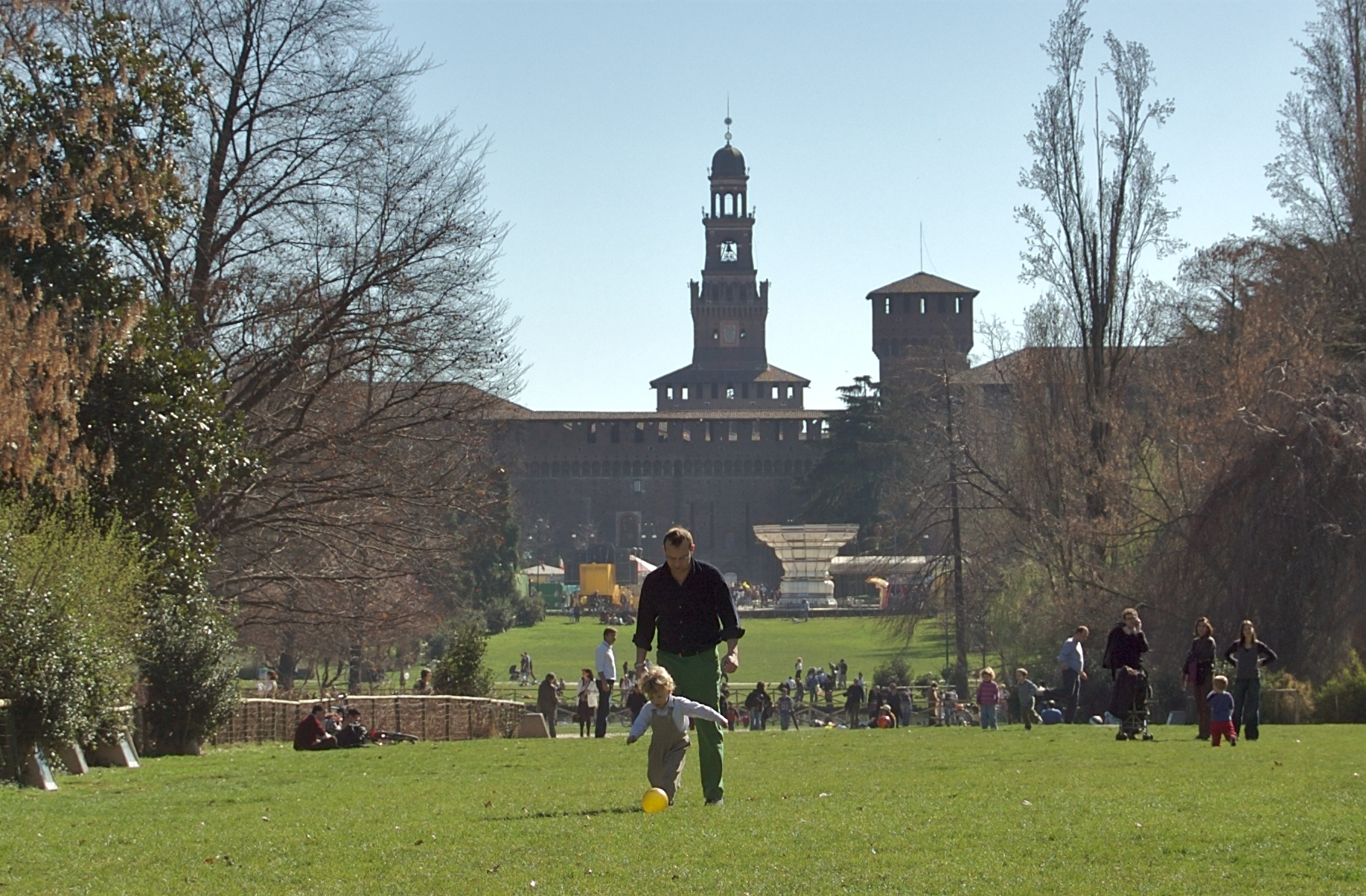
A Parco Sempione a háttérben a Castello Sforzesco

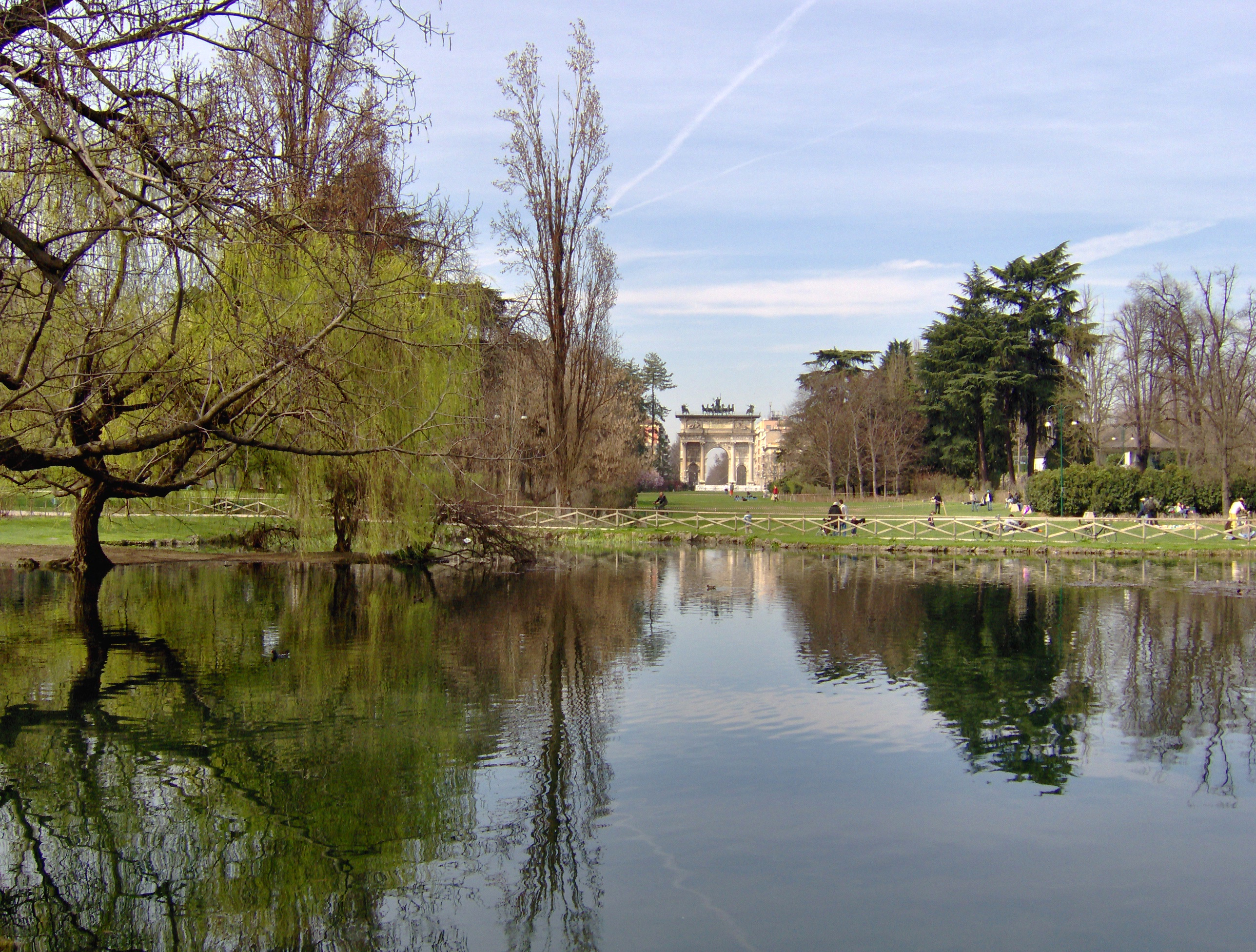
A park egy része a Petőfi Sándor sétányról, távolban az Arco della Pace

A Parco Sempione Milánó egyik legnagyobb zöldövezete. A Castello Sforzesco (Sforza-vár) mögött terül el 47 hektáron. A park sétányai híres művészekről vannak elnevezve, többek között Petőfi Sándorról is.
Az angol stílusú parkot 1893-ban Emilio Alemagna tervei alapján létesítették. Területén több látnivaló is található:
- III. Napóleon lovas szobra – Francesco Barzaghi 1881-ből származó alkotása a park egyik látványossága, amely a Monte Tordo nevű kis dombon áll.
- Palazzo dell’Arte (Művészetek palotája) – 1938-ban emelt hatalmas műcsarnok, nagy kiállítási termekkel. Itt rendezik a milánói biennálékat.
- Torre del Parco (Park-torony) – Gio Ponti 108 m magas vascsővázas építménye. Teraszáról gyönyörű kilátás nyílik a városra.
- Arena – 1806–1807-ben épült, Luigi Canonica tervei szerint. Klasszicista stílusú, ellipszis alaprajzú, római amfiteátrumok utánzata. Két tengelyének végében vannak a kapui. Hosszabbik tengelye (238 m) a diadalívszerű Porta Trionfale (Diadalkapu) és a Porta delle Carceri (a mögötte levő fülkében helyezték el a tornákon és versenyeken szereplő kocsikat és állatokat), a rövidebbik (116 m) pedig a Pulvinare (Hercegek páholya) és a Porta Libitinaria között húzódik. Ez utóbbi a régi római cirkuszoknak ahhoz a kapujához hasonlít, amelyen át kivitték az arénából a legyőzött gladiátorokat. Az Arénát 1807-ben Napóleon jelenlétében avatták fel. Számos sportversenyt, tornát, színjátékot rendeztek itt: ma főként sportesemények színhelyéül szolgál.
- Acquario (Akvárium) – az Arena szomszédságában áll.

## Külső hivatkozások
- (olaszul) A park bemutatója Milánó honlapján Archiválva 2016. március 4-i dátummal a Wayback Machine-ben